# Saldanha (metrostation)
Saldanha is een metrostation in Lissabon gelegen aan de Gele lijn en aan de Rode lijn. Het station aan de Gele lijn werd op 29 december 1959 geopend. Het station aan de Rode lijn werd op 29 augustus 2009 geopend.
Na de voltooiing van de verlenging van de Rode lijn in westelijk richting is dit station uitgebreid met een deel aan deze Rode lijn. Dit deel werd onder het bestaande station aan de Gele lijn gebouwd.
Het is gelegen aan de Praça Duque de Saldanha.
Odivelas · Senhor Roubado · Ameixoeira · Lumiar · Quinta das Conchas · Campo Grande · Cidade Universitária · Entre Campos · Campo Pequeno · Saldanha · Picoas · Marquês de Pombal · Rato
São Sebastião · Saldanha · Alameda · Olaias · Bela Vista · Chelas · Olivais · Cabo Ruivo · Oriente · Moscavide ·  Encarnação · Aeroporto